# Maculonaclia marietta
Maculonaclia marietta är en fjärilsart som beskrevs av Charles Oberthür 1909. Maculonaclia marietta ingår i släktet Maculonaclia och familjen björnspinnare. Inga underarter finns listade i Catalogue of Life.